# 에콰도르고기잡이쥐
에콰도르고기잡이쥐(Anotomys leander)는 비단털쥐과 목화쥐아과에 속하는 설치류의 일종이다. 남아메리카에서 서식하는 준수생 설치류로 에콰도르고기잡이쥐속(Anotomys)의 유일종이다. 종소명 "레안더"(leander)는 초기 종 기재에 설명되지 않았지만, 그리스 신화 "영웅과 레안더 이야기"에 나오는 인물에서 유래된 것으로 추정된다. 핵형은 2n=92라고 보고되었지만, 이 숫자는 실제로는 피티에르게잡이쥐(Ichthyomys pittieri)의 표본에서 얻은 것이다. 에콰도르의 토착종으로 에콰도르 북부 지역의 해발 2,860~4,000m에서 발견된다. 에콰도르고기잡이쥐에 대해 알려진 정보가 거의 없으며, 아고산대우림 지역 또는 풀로 덮인 파라모(paramo, 남아메리카 열대 지역의 고지 평원) 지역 경계의 유속이 빠르고 차가운 물을 따라 발견되는 희귀종이다. 서식지 감소와 물 오염으로 위협을 받고 있다.